# Bigwind Lake Provincial Park
Bigwind Lake Provincial Park är en park i Kanada.   Den ligger i provinsen Ontario, i den sydöstra delen av landet, 260 km väster om huvudstaden Ottawa. Bigwind Lake Provincial Park ligger 319 meter över havet. Den ligger vid sjön Crosson Lake.
Terrängen runt Bigwind Lake Provincial Park är platt. Runt Bigwind Lake Provincial Park är det mycket glesbefolkat, med 6 invånare per kvadratkilometer.. 
I omgivningarna runt Bigwind Lake Provincial Park växer i huvudsak blandskog.